# Železnice Slovenskej republiky

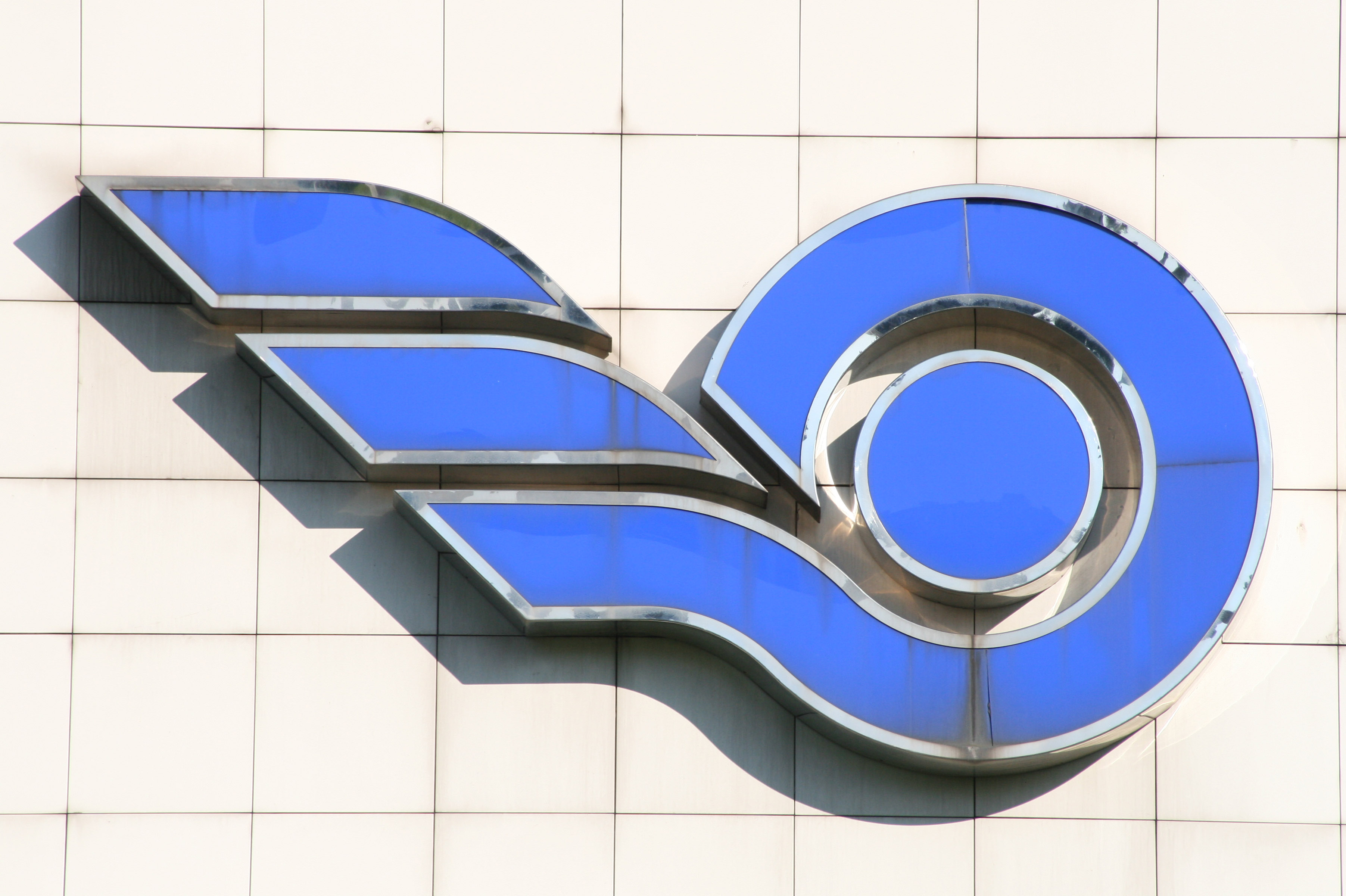
Logo ŽSR

Železnice Slovenskej republiky (ŽSR, pol. Koleje Republiki Słowackiej) – podmiot odpowiadający za zarządzanie państwową siecią kolejową na Słowacji, do 2001 także przewoźnik kolejowy.
Przedsiębiorstwo było następcą Czechosłowackich Kolei Państwowych (Československé státní dráhy) na terenie Słowacji, po podziale Czechosłowacji w 1993 r. Do 1996 miało ustawowy monopol na przewozy kolejowe, po tej dacie było faktycznym monopolistycznym przewoźnikiem. 1 stycznia 2002 przedsiębiorstwo podzielono, pozostawiając ŽSR jedynie zarząd infrastrukturą, natomiast przewozami kolejowymi zajęła się spółka Železničná spoločnosť, podzielona następnie od 1 stycznia 2005 na Železničná spoločnosť Slovensko (ZSSK) zajmującą się przewozami pasażerskimi i Železničná spoločnosť Cargo Slovakia, zajmującą się przewozami towarowymi.
W 2008 roku w słowackim rozkładzie jazdy były: 174 pociągi osobowe, 53 pociągi przyspieszone, 79 pociągów pospiesznych, 12 ekspresów, 13 pociągów InterCity, 13 pociągów EuroCity, 19 pociągów EURegio, 2 EuroNight, 22 RegionalExpressów.